# Polyalthia angustielliptica
Polyalthia angustielliptica este o specie de plante din genul Polyalthia, familia Annonaceae, descrisă de George Edward Schatz și Le Thomas. Conform Catalogue of Life specia Polyalthia angustielliptica nu are subspecii cunoscute.